# Cosmești (Teleorman)
Cosmeşti è un comune della Romania di 2 758 abitanti, ubicato nel distretto di Teleorman, nella regione storica della Muntenia. 
Il comune è formato dall'unione di 2 villaggi: Ciuperceni e Cosmești.